# St. Josef (Zgorzelec)
Die Kirchen St. Josef und St. Barbara sind eine Doppel- bzw. Etagenkirche in der polnischen Stadt Zgorzelec in der Oberlausitz. St. Josef ist die Oberkirche und St. Barbara die Unterkirche. St. Josef ist die Pfarrkirche der gleichnamigen römisch-katholischen Pfarrei (polnisch Parafia Rzymskokatolicka św. Józefa Robotnika). Die Unterkirche ist ebenfalls in die Pfarrei St. Josef eingegliedert. Sie gehört dem Dekanat Zgorzelec an. Dieses ist ein Teil des Bistums Legnica.
Die Namenspatronin der Unterkirche ist die heilige Barbara von Nikomedien, die Schutzheilige der Bergleute und Architekten. Der Patron der Oberkirche ist der heilige Josef von Nazaret.

## Lage
Die Kirche liegt im Norden von Zgorzelec an der Ulica Księdza Jana Kozaka zwischen der Wohnbebauung an der Ulica Lubańska im Süden und dem städtischen Heizwerk im nördlichen Gewerbegebiet an der Ulica Groszowa. Bis 2014 soll in direkter Nachbarschaft die neue Mehrzweckhalle für den örtlichen Basketballverein Turów Zgorzelec entstehen.

## Geschichte
Im Jahr 1978 bat der Prälat und Pfarrer der Bonifatiusgemeinde Jan Kozak in Zgorzelec um die Genehmigung eines Kirchenneubaus. Für den Bau wurden die Architekten Wojciech Kurowski und Alina Niedźwiedzka-Kurowska sowie die Ingenieure Jan Niedźwiedzki und Wojciech Marszałk beauftragt. Die Grundsteinlegung fand am 26. Oktober 1981 im Beisein des Breslauer Erzbischofs Henryk Roman Gulbinowicz statt. Bereits am 9. November 1983 konnte Erzbischof Gulbinowicz die Unterkirche einweihen. Nach Herauslösung aus der Pfarrei St. Bonifatius gründete sich im Jahr 1990 die eigenständige Pfarrei St. Josef. Um die Jahrtausendwende wurde der Chorraum der Oberkirche fertiggestellt. Am 1. Mai 2000 weihte der Bischof von Legnica Tadeusz Rybak die Oberkirche ein.
In der Oberkirche finden bis zu 800 Gläubige Platz. Zur Gemeinde gehören etwa 9000 Gläubige. Am Sonntag finden daher bis zu sieben Heilige Messen in der Kirche statt.